# Barnhusgatan

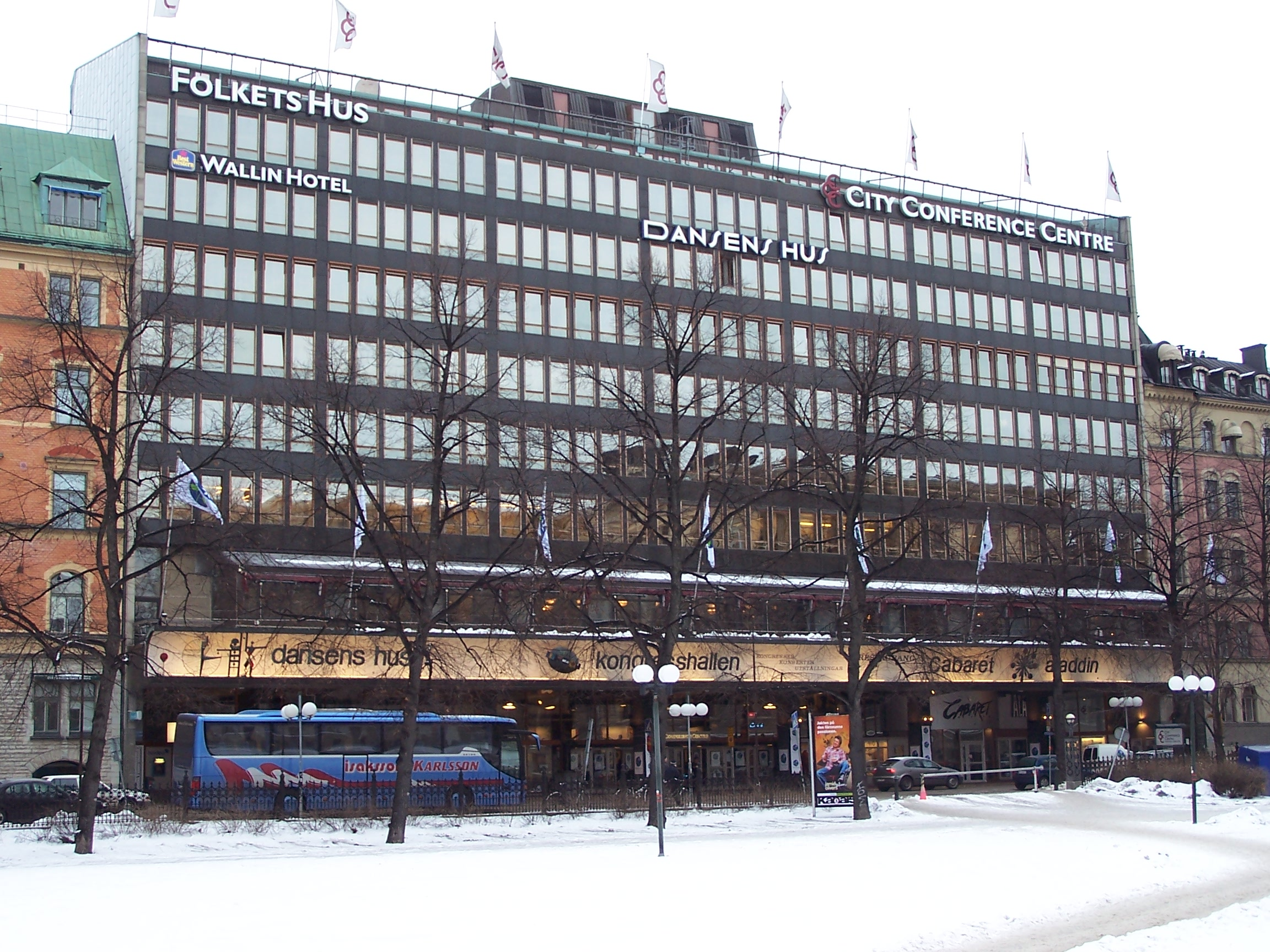
Folkets hus på Barnhusgatan 12–14.

Barnhusgatan är en gata i stadsdelen Norrmalm i Stockholms innerstad. Gatan, som går mellan Drottninggatan och Norra Bantorget, fick sitt namn 1860.
Namnet kommer från Allmänna Barnhuset som var ett tukt- och barnhus, som hade flyttats hit från Riddarholmen på 1630-talet och låg i hörnet vid Barnhusgatan 2 och Drottninggatan 73 ända till 1885. Tidigare namn var Tukthus och Smedjegatan och Smedjegårdsgatan. På 1860-talet etablerade sig nuvarande namn. I närheten finns Barnhusbron från 1967 över Klara sjö.
Bland intressanta byggnader längs Barnhusgatan finns Folkets hus som ligger vid Barnhusgatan 12–14.
LO-borgen, Landsorganisationens centrala kansli, finns vid Norra Bantorget med adressen Barnhusgatan 18. Huset byggdes 1899 som bostadshus och köptes av LO 1926. Vid södra sidan om gatan finns Norra Latin, invigd 1880.